# Helastia cinerearia
Helastia cinerearia är en fjärilsart som först beskrevs av Doubleday in White och Doubleday 1843.  Helastia cinerearia ingår i släktet Helastia och familjen mätare. Inga underarter finns listade i Catalogue of Life.

## Bildgalleri

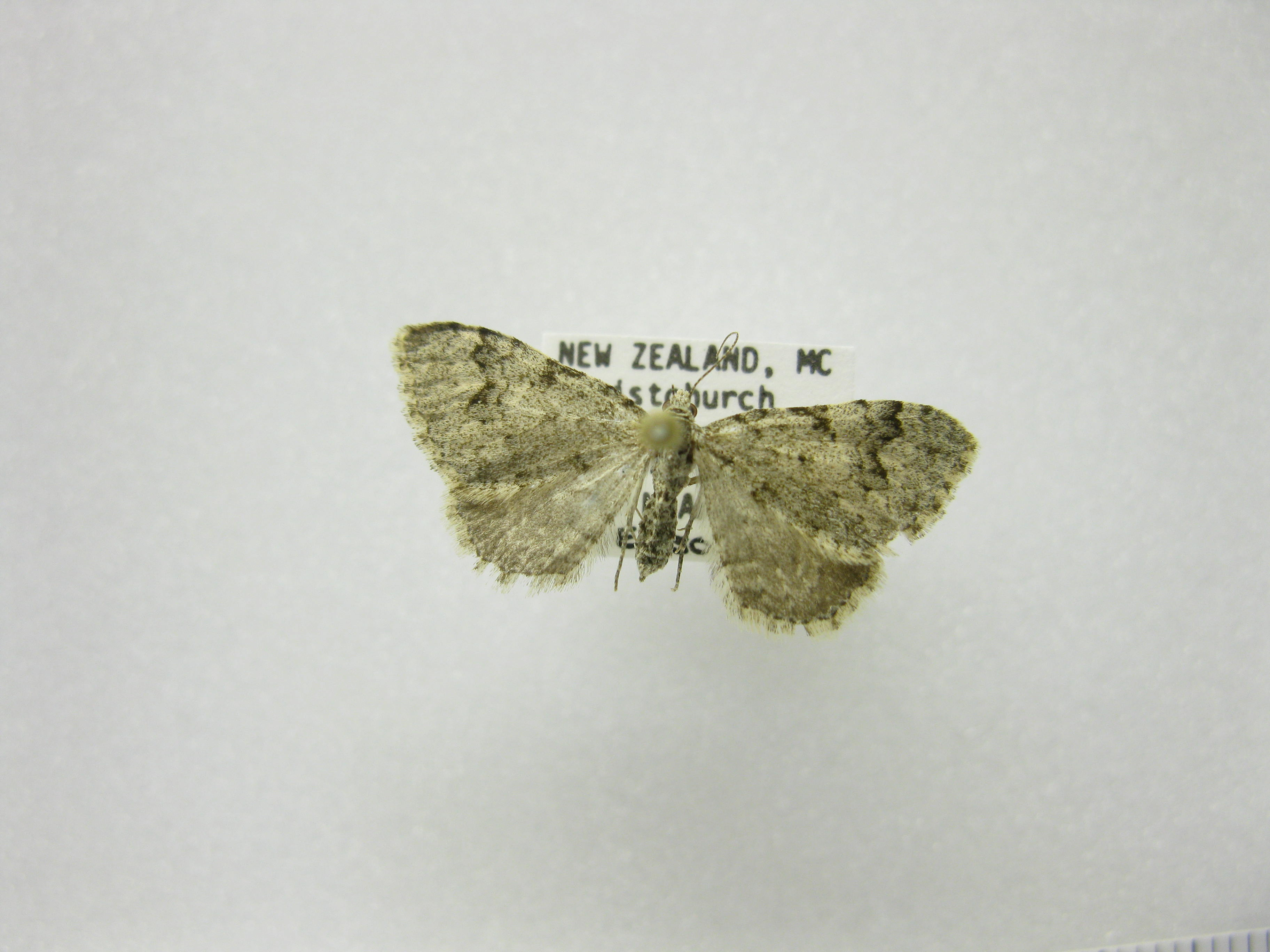